# Macintosh LC 520
Le Macintosh LC 520 était un LC III auquel a été greffé un écran 14" couleur et des haut-parleurs stéréo. Ce fut le premier LC et le premier Performa au design tout-en-un, ce qui le rendit très populaire dans les écoles. Il était aussi le premier Macintosh abordable à intégrer un lecteur de CD-ROM.
Il fut commercialisé pour le grand public sous le nom de Performa 520.
Le 520 fut remplacé par le 550 en février 1994

## Caractéristiques
- processeur : Motorola 68030 24/32 bit cadencé à 25 MHz
- FPU : Motorola 68882 optionnel
- bus système 32 bit à 25 MHz
- mémoire morte : 1 Mio
- mémoire vive : 4 Mio, extensible à 36 Mio
- 0,5 Kio de mémoire cache de niveau 1
- disque dur SCSI de 80 ou 160 Mo
- lecteur de disquette « SuperDrive » 1,44 Mo 3,5"
- lecteur CD-ROM 2x
- mémoire vidéo : 512 Kio de type VRAM, extensible à 768 Kio
- résolutions supportées :
  - 640 × 480 en 8 bit (16 bit avec 768 Ko de VRAM)
- slots d'extension:
  - 1 slot LC PDS
  - 1 connecteur mémoire SIMM 72 broches (vitesse minimale : 80 ns)
  - 1 connecteur VRAM supplémentaire
- connectique:
  - 1 port SCSI (DB-25)
  - 2 ports série (Mini Din-8)
  - 2 ports ADB
  - sortie audio : stéréo 8 bit
  - entrée audio : mono 8 bit
- microphone mono intégré
- haut-parleur stéréo intégré
- dimensions : 45,5 × 34,3 × 41,9 cm
- poids : 18,4 kg
- alimentation : 40 W
- systèmes supportés : Système 7.1 à 7.6.1